# Vojdrag Berčić
Vojdrag Berčić (Šibenik, 23. travnja, 1918. – Zagreb, 2. rujna, 2004.) hrvatski filmski i kazališni redatelj, pravnik i pisac.

## Životopis
Godine 1937. Berčić započinje studij prava, kojeg i diplomira na zagrebačkom Sveučilištu.
Završio je Visoku filmsku školu u Beogradu, nakon čega je nekoliko godina bio redatelj u HNK u Splitu;postavljao predstave i u riječkom i zadarskom kazalištu. Bio je aktivan sudionik antifašističke borbe u Drugom svjetskom ratu. Kao pravnik je nakon rata sudjelovao kao istražitelj u sudskom postupku protiv ustaškog doglavnika Mile Budaka i predsjednika Prijekog suda Ivana Vidnjevića. Nakon toga napušta vojsku i pravnički rad te se posvećuje filmskoj i kazališnoj umjetnosti te pisanju knjiga. Snimao je dokumentarne filmove i jedan igrani film te je pisao scenarije i asistirao pri snimanju filmskih uradaka drugih redatelja.

## Filmografija
- Heroji ne umiru  1961.
- Prvi splitski odred  1972.
- Devalvacija jednog osmijeha   1967.
- Giganti na Cetini  ?
- Pred našim očima  ?
- Oružje od zlata  1975.
- Zvuci partizanske trube  1980.
- O ovom pretužnom događaju  1981.